# Revolution (album de Wang Lee-hom)
Pour les articles homonymes, voir Révolution (homonymie).
Albums de Wang Lee-hom
White Paper
(1997) Impossible to Miss You
(1999)
Revolution (chinois: 公轉自轉) est le cinquième album studio du chanteur taïwano-américain Wang Lee-hom, paru en 1998. Il fut publié officiellement le 21 août 1998 par Sony Music Entertainment Taïwan.

## Liste des chansons
1. 公转自转
2. 梦想被冷冻
3. 爱你等于爱自己
4. One Of These Days
5. 我的情歌
6. 信任
7. 不管怎样
8. 2000年
9. 你以为我是谁
10. Please Come Back To Me